# Salaud, on t'aime
Pour plus de détails, voir Fiche technique et Distribution.
Salaud, on t'aime est un film français de Claude Lelouch, tourné en 2013, et sorti en salle en France le 2 avril 2014. Ses principaux acteurs sont Johnny Hallyday, Sandrine Bonnaire et Eddy Mitchell.

## Synopsis
Pour réconcilier son meilleur ami Jacques Kaminsky et ses quatre filles, Printemps, Été, Automne et Hiver, issues de quatre unions différentes, Frédéric, le médecin personnel de Jacques et aussi son meilleur ami, annonce à celles-ci que leur père est atteint d'une maladie incurable qui ne lui laisse que peu de temps à vivre. Kaminsky, ancien photographe de guerre, cherche du repos loin de Paris avec Nathalie, sa dernière compagne, dans un somptueux chalet récemment acquis dans les Alpes, où trône un pygargue à tête blanche apprivoisé (que le réalisateur tente de faire passer pour un aigle royal), lequel a donné son nom à la propriété: le domaine de l'aigle. Bien qu'il ne soupçonne rien, il voit dans l'étrange coïncidence de ces retrouvailles avec ses enfants et petits-enfants la promesse d'une réconciliation après son passé sulfureux, et tant d'années où il ne s'est pas occupé d'eux. Mais ces journées, en apparence festives, basculent à mesure que le mensonge est débusqué. De conflits de générations en révélations, de mensonges en vérités, cette famille désintégrée plonge au cœur d'une intrigue: Kaminsky a eu une fille à Cuba, Francia, née avant les quatre autres.
Une fois les conflits apaisés, Jacques demande à Frédéric la vérité. Est-il réellement malade ? Le mensonge serait-il un moyen d'annoncer en douceur en pénible vérité ? Frédéric répond : "Tu fumes comme un pompier, mais t'es en pleine forme !". 
Peu après, Jacques est retrouvé pendu à un tronc d'arbre couché en travers d'un chemin dans la forêt, au grand désarroi de toute la famille, qui procède aux funérailles avec beaucoup d'émotion. Mais, l'hiver arrivé, Frédéric revient et annonce à Nathalie qu'en réalité Kaminsky est mort d'un coup porté à la tête, et qu'il a été pendu ensuite pour faire croire à un suicide: Frédéric n'en a rien dit pour préserver les quatre filles, dont il soupçonne que l'une pourrait être coupable et serait protégée par le silence des trois autres (après tout, la plus jeune avait dit à son père, dans un accès de colère lors d'un repas : « Je pourrais te buter ! »).
Alors que les filles se partagent le bénéfice de la vente du domaine de l'aigle, Frédéric leur révèle la vraie raison de la mort de Jacques: une fois la surprise passée, elles s'en vont l'une après l'autre, furieuses qu'on puisse les soupçonner d'avoir assassiné leur père. Ce n'est que plus tard qu'on apprend l'identité des coupables: à la suite d'une partie de chasse avec le nouveau propriétaire du domaine de l'aigle, l'un des chasseurs avoue sous l'effet de l'alcool que c'est lui et ses compagnons qui ont tué Jacques, lequel menaçait de les dénoncer pour braconnage.
Le film se termine par le vernissage dans une église d'une exposition de photos de vaches prises par Jacques, auquel participent ses quatre filles et Francia, revenue de Cuba entretemps. Pendant le vernissage, Nathalie demande à Frédéric si Jacques était réellement malade. Il répond simplement : "Je te cache pas que son dernier bilan de santé était catastrophique...".

## Fiche technique
- Titre original : Salaud, on t'aime
- Réalisation : Claude Lelouch
- Scénario : Claude Lelouch et Valérie Perrin
- Photographie  : Robert Alazraki
- Production  : Les Films 13
- Production exécutive : Jean-Paul de Vidas
- Montage : Stéphane Mazalaigue
- Son : Harald Maury
- Costume : Christel Birot
- Photographe de plateau : Valérie Perrin
- Musique : Francis Lai, Christian Gaubert
- Année de tournage : 2013
- Durée : 124 minutes
- Date de sortie : France 2 avril 2014

## Distribution
- Johnny Hallyday : Jacques Kaminsky
- Eddy Mitchell : Frédéric Selman
- Sandrine Bonnaire : Nathalie Béranger
- Irène Jacob : Printemps Kaminsky
- Pauline Lefèvre : Été Kaminsky
- Sarah Kazemy : Automne Kaminsky
- Jenna Thiam : Hiver Kaminsky
- Agnès Soral : Bianca Kaminsky
- Valérie Kaprisky : Francia
- Silvia Kahn : Marie Selman
- Rufus : le Ruf
- Isabelle de Hertogh : Isabelle
- Jacky Ido : Jacky
- Gilles Lemaire : le photographe de mode
- Antoine Duléry : le nouveau propriétaire
- Jérôme Cachon : Joseph Picard
- Jean-François Derec : le commissaire
- Julie Nicolet : la nouvelle propriétaire
- Stella Lelouch : Jeanne
- Victor Meutelet : Antoine
- Rebecca : Becca
- Tess Lauvergne : Lola
- Noa Musa-Lelouch : Noa
- Laurent Couson : le pianiste
- Dominique Pellissier : le chasseur n°1
- André Bibollet : le chasseur n°2
- Marie Micla : la mère d'Été

»Johnny
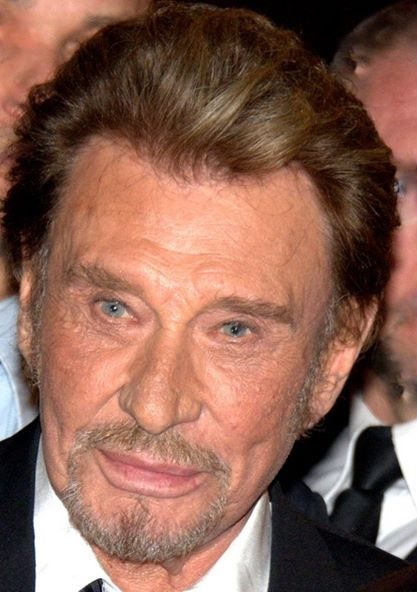
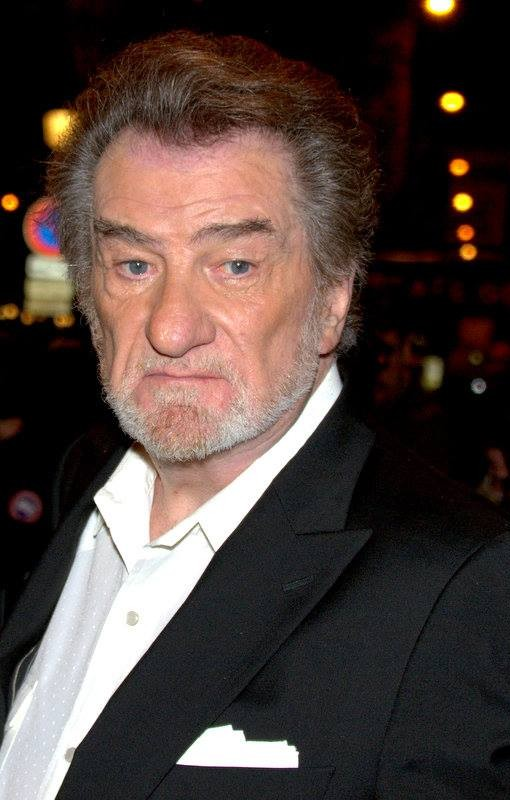
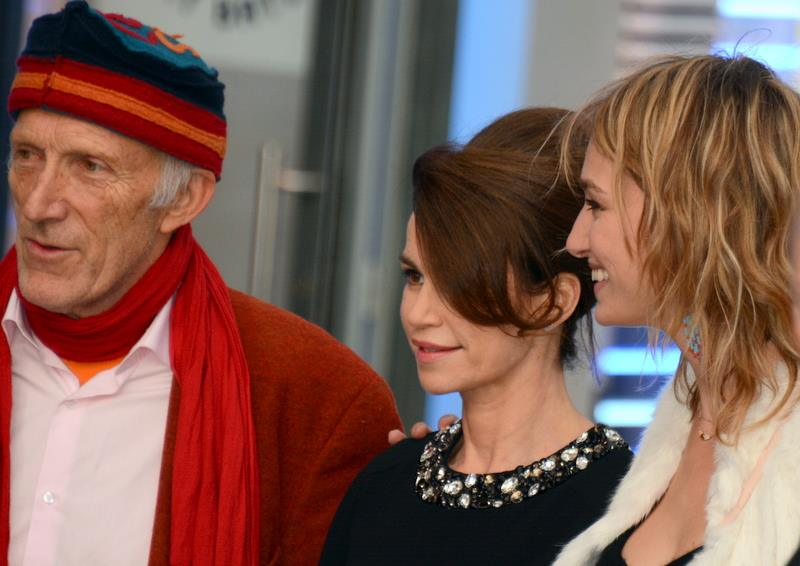
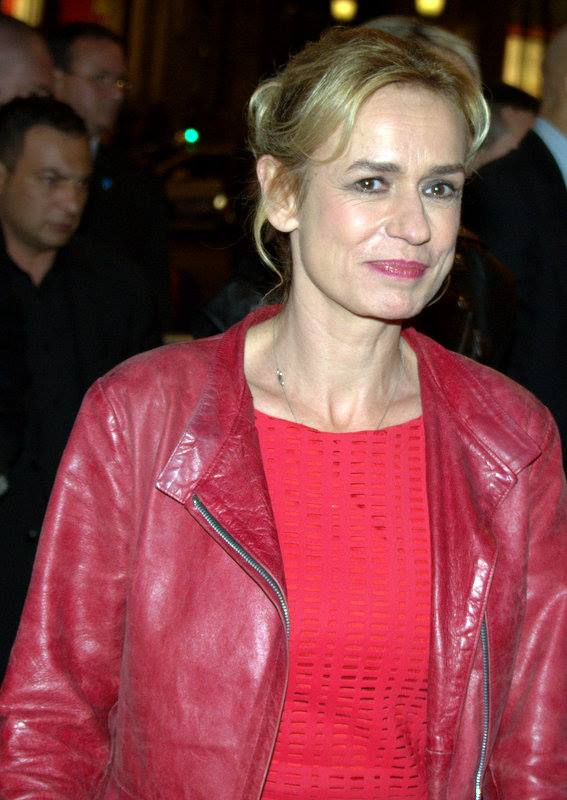

## Tournage
Le tournage a débuté à Montmartre (Paris) en décembre 2012. Mais la quasi-totalité du film a été tournée au Pays du Mont-Blanc et, plus précisément, à Praz-sur-Arly, station village de Haute-Savoie, où le réalisateur possède une propriété. Claude Lelouch a ainsi tourné dans cette commune du 13 au 18 janvier 2013 puis du 4 au 28 juillet 2013. Le village de Combloux sert également de lieu au tournage le 29 juillet 2013, dans son cimetière, ainsi que la commune de Saint-Gervais-les-Bains (tournage au tramway du Mont-Blanc et dans l'église où a lieu la dernière scène, les 27 et 31 juillet 2013).
La ville de Beaune, en particulier aux Hospices de Beaune a également accueilli le tournage du 1er au 3 juillet 2013.

## Musique
La musique du film a été composée par Francis Lai.
En avril 2016, le label Play Time a sorti un coffret Francis Lai Anthology contenant la musique originale du film.

## Accueil
Le magazine Télérama pointe l’absence de rythme du film, tandis que le journal La Croix critique sa longueur et le « grotesque » de son dernier quart. La Croix voit dans le scénario un fort accent autobiographique que la revue Cahiers du cinéma indique être « égotique et macabre » tout en assumant son arrogance de classe.